# HMS Goodson (K480)
HMS Goodson (K480) là một tàu frigate lớp Captain của Hải quân Hoàng gia Anh hoạt động trong Chiến tranh Thế giới thứ hai. Nó nguyên được Hoa Kỳ chế tạo như là chiếc USS George (DE-276), một tàu hộ tống khu trục lớp Evarts, và chuyển giao cho Anh Quốc theo Chương trình Cho thuê-Cho mượn (Lend-Lease). Nó là chiếc tàu chiến duy nhất của Hải quân Anh được đặt tên theo Phó đô đốc William Goodsonn (1610 – khoảng 1680), người từng tham gia các cuộc Nội chiến Anh thứ hai, Chiến tranh Anh-Hà Lan thứ nhất và Chiến tranh Anh-Tây Ban Nha. Nó đã phục vụ trong chiến tranh cho đến khi bị hư hại nặng do trúng ngư lôi ngoài khơi Cherbourg, Pháp sau cuộc Đổ bộ Normandy. Bị xem như một tổn thất toàn bộ, nó được hoàn trả cho Hoa Kỳ năm 1944 và cuối cùng bị bán để tháo dỡ vào năm 1947.

## Thiết kế và chế tạo
Những tàu frigate lớp Captain thuộc phân lớp Evarts có chiều dài chung 289 ft 5 in (88,21 m), mạn tàu rộng 35 ft 1 in (10,69 m) và độ sâu mớn nước khi đầy tải là 8 ft 3 in (2,51 m). Chúng có trọng lượng choán nước tiêu chuẩn 1.140 tấn Anh (1.160 t); và lên đến 1.430 tấn Anh (1.450 t) khi đầy tải. Hệ thống động lực bao gồm bốn động cơ diesel General Motors Kiểu 16-278A nối với bốn máy phát điện để vận hành hai trục chân vịt; công suất 6.000 hp (4.500 kW) cho phép đạt được tốc độ tối đa 21 kn (24 mph; 39 km/h), và có dự trữ hành trình 4.150 nmi (4.780 mi; 7.690 km) khi di chuyển ở vận tốc đường trường 12 kn (14 mph; 22 km/h).
Vũ khí trang bị bao gồm ba pháo 3 in (76 mm)/50 cal trên tháp pháo nòng đơn có thể đối hạm hoặc phòng không, một khẩu đội 1,1 inch/75 caliber bốn nòng và chín pháo phòng không Oerlikon 20 mm. Vũ khí chống ngầm bao gồm một dàn súng cối chống tàu ngầm Hedgehog Mk. 10 (có 24 nòng và mang theo 144 quả đạn); hai đường ray Mk. 9 và tám máy phóng K3 Mk. 6 để thả mìn sâu.
George (DE-276) được đặt lườn tại Xưởng hải quân Boston ở Boston, Massachusetts vào ngày 20 tháng 5, 1943; tên nó được đặt theo thủy thủ Eugene Frank George (1925-1942), người phục vụ trên tàu tuân dương hạng nặng San Francisco (CA-38), đã tử trận trong trận Hải chiến Guadalcanal và được truy tặng Huân chương Chữ thập Hải quân. Con tàu được chuyển giao cho Anh Quốc vào ngày 22 tháng 6, 1943, được hạ thủy vào ngày 8 tháng 7, 1943, và nhập biên chế cùng Hải quân Hoàng gia Anh vào ngày 9 tháng 10, 1943 như là chiếc HMS Goodson (K480) dưới quyền chỉ huy của Hạm trưởng, Thiếu tá Hải quân Frank Brown Allen.

## Lịch sử hoạt động
Trong quá trình phục vụ cùng Hải quân Hoàng gia Anh, Goodson hoạt động trong vai trò chính là hộ tống các đoàn tàu vận tải vượt Đại Tây Dương và tại eo biển Manche từ năm 1943 đến năm 1944. Nó đã tham gia Chiến dịch Neptune, hoạt động hải quân trong khuôn khổ cuộc Đổ bộ Normandy vào ngày 6 tháng 6, 1944. Con tàu bị hư hại nặng do trúng ngư lôi phóng từ tàu ngầm U-boat Đức U-984 vào ngày 25 tháng 6, và được xem như một tổn thất toàn bộ. Nó được hoàn trả cho Hoa Kỳ vào ngày 21 tháng 10, 1944; rồi được bán cho hãng John Lee tại Belfast, Bắc Ireland vào ngày 9 tháng 1, 1947 để tháo dỡ.